# Manoza 1-fosfat
Manoza 1-fosfat je molekul koji učestvuje u glikozilaciji.